# トーマス・チッペンデール

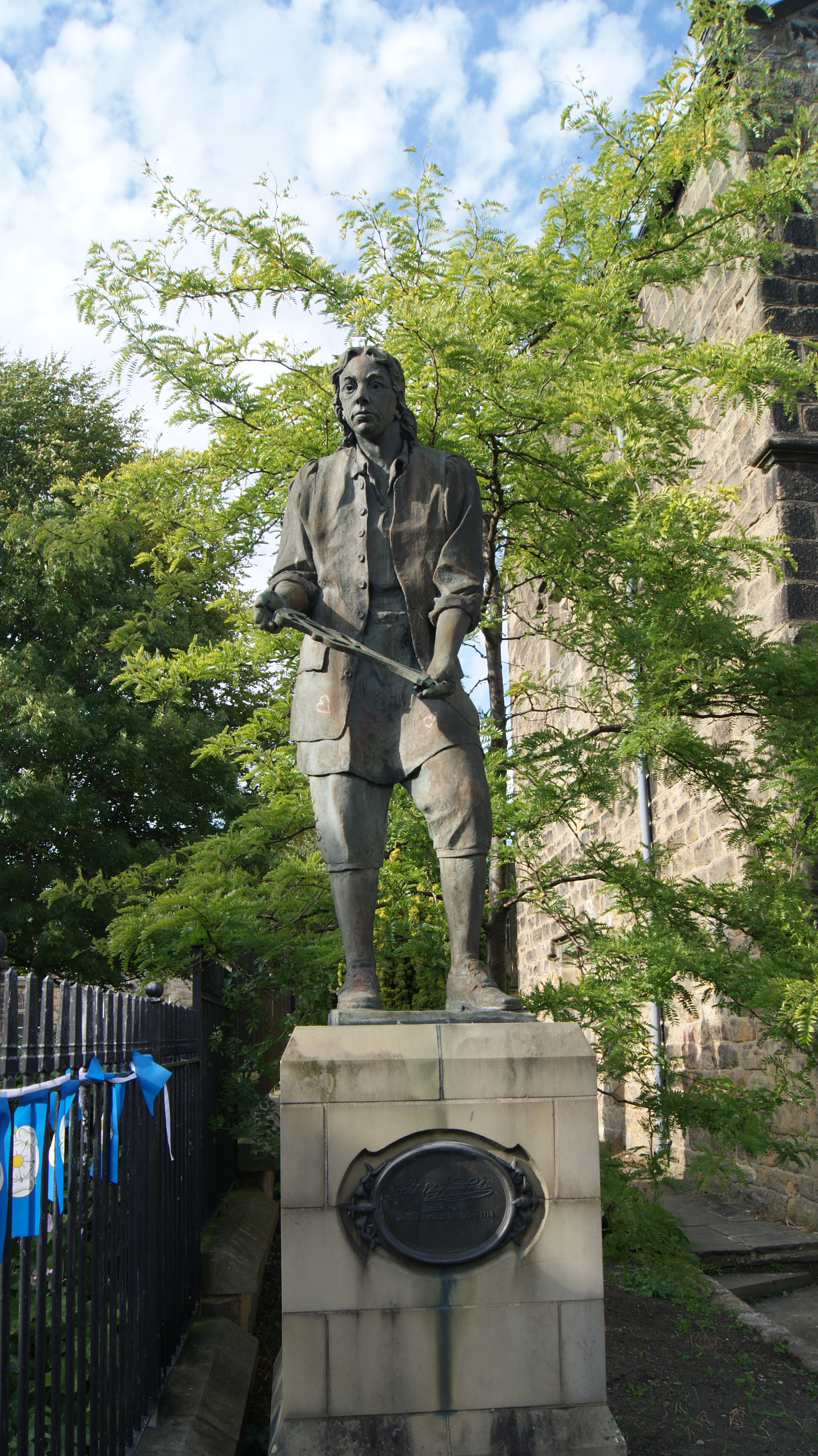
トーマス・チッペンデール銅像、オトリー・ウェスト・ヨークシャー

トーマス・チッペンデール（Thomas Chippendale、1718年6月5日 – 1779年11月13日）は、イギリスの家具師、デザイナー。室内装飾と家具に関するデザイン書を出版した。シノワズリーとロココ様式を調和させたデザインで著名。

## 生涯

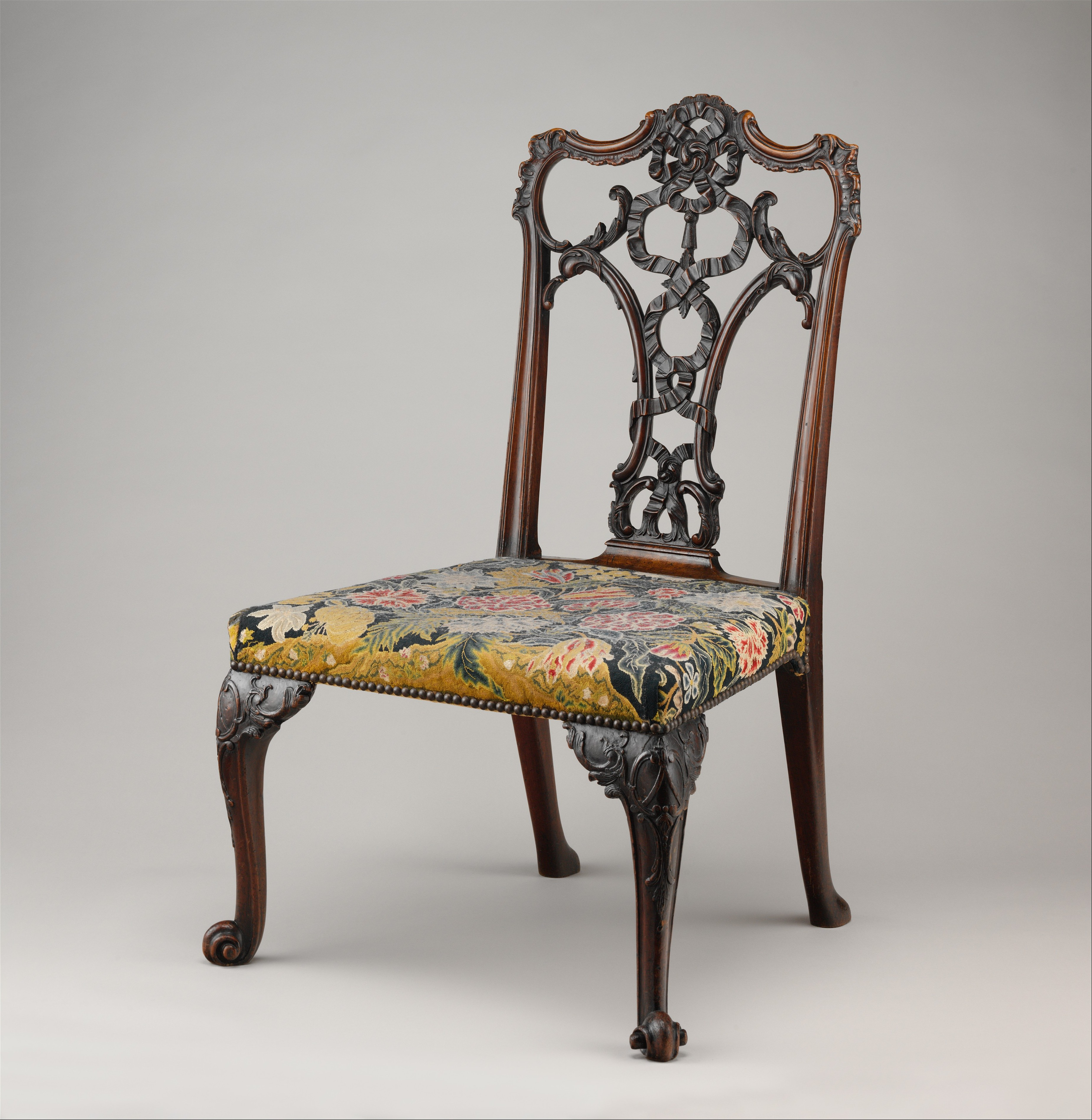
チッペンデールの作した椅子 (メトロポリタン美術館)

チッペンデールは、ウェスト・ヨークシャーの市場町オトリー (Otley) で誕生した。徒弟修業後1748年にロンドンに出て独立54年ころ家具産業の中心地セント・マーティン・イン・ザ・フィールズ教会の隣に移って、商館、事務所、工場倉庫を建設し、多数の専門職人による本格的な家具製作と、上流階級の室内設備や装飾の施工も行った。
チッペンデールは1754年に家具の専門書として最初の「紳士と家具師のための指針」を出版して、一躍この時代の最も有名なデザイナーになった。この本には人気の高い家具の寸法図が含まれ、顧客はこの本から選び、他の家具師が複製した。ロココ様式はこの本に対して支配的な影響力を持っていた。ただし中国風やゴシック風も影響している。
1770年代からは新古典主義の建築家ロバート・アダム が設計したリーズ近郊のハーウッド・ハウス (Harewood House) やロンドン郊外のオスタレー・パーク (Osterley Park) などに、マホガニーを用いた新古典様式による精巧な家具を製作した。
彼は1779年に死去し、セント・マーティン・イン・ザ・フィールズに埋葬られた。

## チッペンデール様式

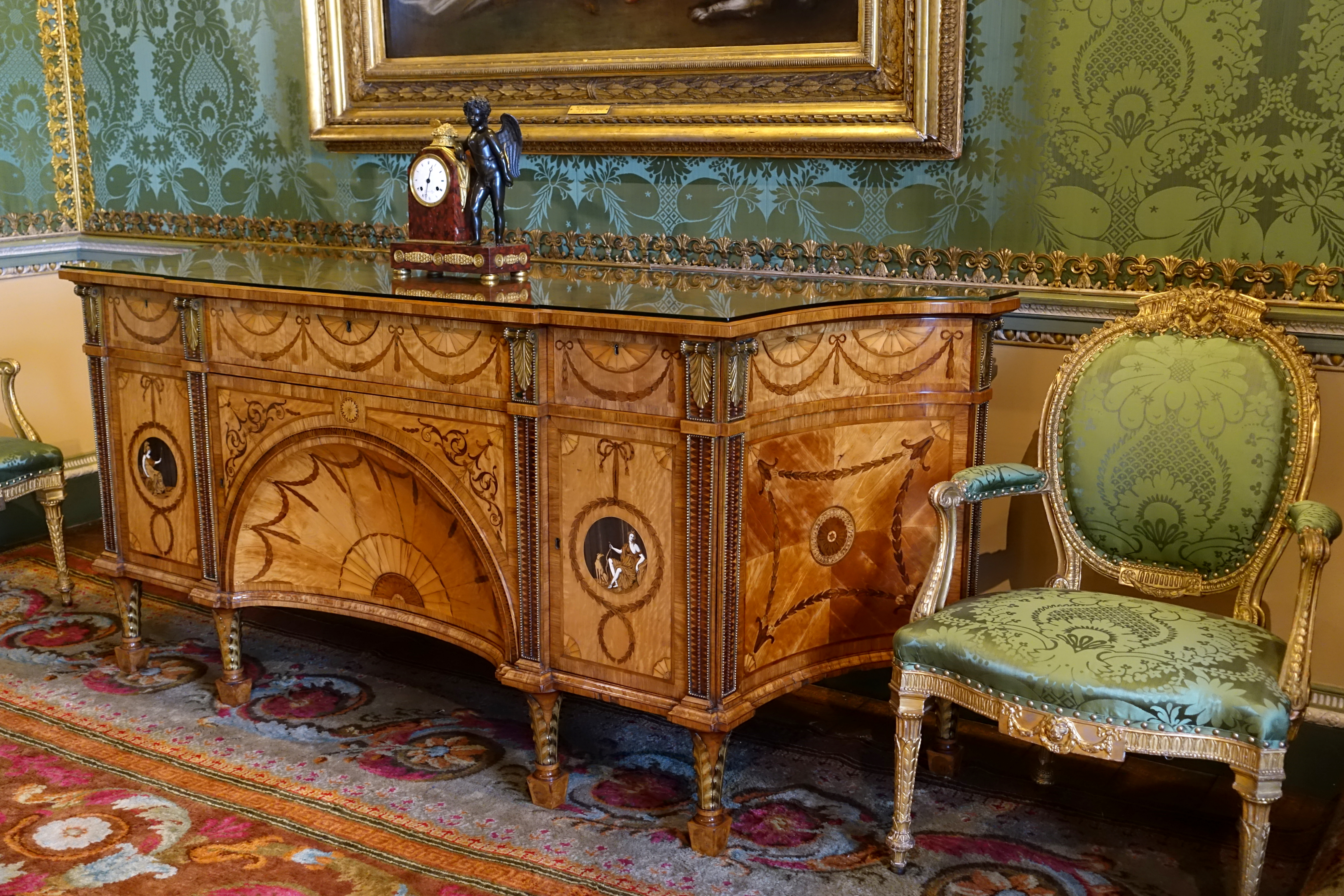
1773年、チッペンデールの作した箪笥と椅子 (ハーウッド・ハウス)

チッペンデール様式はクイーン・アン様式の変形で、それにフランス・ロココの影響を受け、脚は猫足が多く、鷹の爪が球をつかんだ形のものが多く使われている。
テーブルの上部の板も、丸や長方形は少ない。また、サパーテーブルといって、使用しないとき上部の板を垂直に立てて壁際に置き、室内のアクセントになるようなテーブルが使われた。
飾り棚や書棚の頭部にスワンネックの飾りが付き、扉の格子組みはゴシックのトレサリーの形を真似たものが付けられた。この時期に、中国の影響を強く受け、椅子の背、脚、ベッド類まで中国建築を模した形がとり入れられた。それらの家具をチャイニーズチッペンデールと呼んでいる。
輸入西インド諸島から高級なマホガニー材は軽くて丈夫で長持ちし、彫刻も入れやすいといったことから、繊細で華奢なデザインの家具が作られた。

## アンティーク
チッペンデールによって制作された家具は現実的にはほとんどなく、「チッペンデール」と名付けられた椅子は単に彼のデザインに基づくだけである。チッペンデールによってつくられた物ではない。

## 著書
- The Gentlemen and Cabinet-maker's Director（1754年）
- The Cabinet-Maker, Upholsterer, and General Artists' Encyclopedia（1805年）